# Sémiotique
La sémiotique (également appelée études sémiotiques) est la discipline scientifique qui étudie des processus de signes (sémiosis ou sémiose) et de la fabrication du sens. La sémiose est toute activité, conduite ou processus qui implique des signes, où un signe est défini comme tout ce qui communique quelque chose, généralement appelé un sens, à l'interprète du signe. La signification peut être intentionnelle, comme un mot prononcé avec une signification spécifique, ou non intentionnelle, comme un symptôme étant le signe d'une condition médicale particulière. Les signes peuvent également communiquer des sentiments (qui ne sont généralement pas considérés comme des significations) et peuvent communiquer de manière interne (par la pensée elle-même) ou par l'un des sens : visuel, auditif, tactile, olfactif ou gustatif. La sémiotique contemporaine est une branche de la science qui étudie la création de sens et divers types de connaissances.
La tradition sémiotique explore l'étude des signes et des symboles en tant que partie importante des communications. Contrairement à la linguistique, la sémiotique étudie également les systèmes de signes non linguistiques. La sémiotique comprend l'étude des signes et des processus de signes, l'indication, la désignation, la ressemblance, l'analogie, l'allégorie, la métonymie, la métaphore, le symbolisme, la signification et la communication.
On considère en général que la sémiotique a des dimensions anthropologiques et sociologiques importantes. Par exemple, le sémioticien et romancier italien Umberto Eco a proposé que tout phénomène culturel pouvait être étudié comme une communication. Certains sémioticiens se concentrent en outre sur les dimensions logiques de cette science. Ils examinent également des domaines appartenant aux sciences de la vie, comme la manière dont les organismes font des prédictions dans leur niche sémiotique et s'y adaptent (voir sémiose). Les théories sémiotiques fondamentales prennent comme objet d'étude les signes ou les systèmes de signes. La sémiotique appliquée analyse les cultures et les artefacts culturels en fonction de la manière dont ils construisent le sens à travers les signes qu'ils représentent. La communication d'informations dans les organismes vivants est étudiée par la biosémiotique (qui comprend la zoosémiotique et la phytosémiotique).
La sémiologie, issue de la tradition saussurienne, est un sous-ensemble de la sémiotique et ne doit pas être confondue avec elle,.

## Histoire et terminologie
L'importance des signes et de la signification a été reconnue tout au long de l'histoire de la philosophie et de la psychologie. Le terme dérive du σημειωτικός / sēmeiōtikós, « observateur de signes » (σημεῖον / sēmeîon, « signe, marque »). Pour les Grecs, les « signes » apparaissaient dans le monde de la nature et les « symboles » dans le monde de la culture. Ainsi, Platon et Aristote ont exploré la relation entre les signes et le monde.
Il faudra attendre Augustin d'Hippone  pour que la nature du signe soit appréhendée dans un système conventionnel. Augustin a proposé d'unir les deux sous la notion de « signe » (signum) comme transcendant la division nature-culture et identifiant les symboles comme rien de plus qu'une espèce (ou sous-espèce) de signum,. Une étude monographique sur cette question est réalisée par Manetti (1987). Ces théories ont eu un effet durable dans la philosophie occidentale, notamment à travers la philosophie scolastique.
L'étude générale des signes commencée avec Augustin culmine dans la philosophie latine avec le Tractatus de Signis de 1632 de Jean Poinsot, puis reprend dans la modernité tardive avec le travail de Charles Sanders Peirce. Plus récemment, Umberto Eco, dans sa Semiotica e filosofia del linguaggio, a soutenu que les théories sémiotiques sont implicites dans le travail de la plupart, peut-être de tous, les grands penseurs.

### John Locke
John Locke, homme de médecine, connaissait cette « séméiotique » comme désignant une branche spécialisée de la science médicale. Dans sa bibliothèque personnelle se trouvaient deux éditions de l'abrégé de 1579 de Scapula du Thesaurus Graecae Linguae d'Henricus Stephanus, qui mentionnait σημειωτική / sêmeiôtikḗ comme équivalent grec de « diagnostic », la branche de la médecine concernée par l'interprétation des symptômes de la maladie (« symptomatologie »). Le médecin et érudit  (en) avait translittéré ce terme en anglais précisément comme « semeiotics », marquant la première utilisation du terme en anglais :

« …et il n'y a rien sur quoi on puisse compter en physique, si ce n'est une connaissance exacte de la phisiologie médicinale (fondée sur l'observation, et non sur des principes), de la séméiotique, de la méthode de guérison, et des médicaments éprouvés (non excogés, non commandés).... »

Locke utilisera le terme « séméiotique » dans son Essai sur l'entendement humain (livre IV, chap. 21), dans lequel il explique comment la science peut être divisée en trois parties : :174

« Tout ce qui peut tomber sous le coup de l'entendement humain, c'est-à-dire, premièrement, la nature des choses, telles qu'elles sont en elles-mêmes, leurs relations et leur mode de fonctionnement ; ou, deuxièmement, ce que l'homme lui-même doit faire, en tant qu'agent rationnel et volontaire, pour atteindre une fin quelconque, en particulier le bonheur ; ou, troisièmement, les voies et moyens par lesquels la connaissance de l'une et de l'autre de ces choses est atteinte et communiquée ; je pense que la science peut être divisée correctement en ces trois sortes. »

Locke développe ensuite sur la nature de cette troisième catégorie, la nommant « Σημειωτική / sêmeiôtikḗ », et la présente dans ces termes : :175

« Troisièmement, la troisième branche [des sciences] peut être appelée σημειωτικὴ, ou la doctrine des signes, dont le plus habituel est la parole, elle est assez justement appelée aussi Λογική / logikḗ, la logique ; dont l'affaire est de considérer la nature des signes dont l'esprit se sert pour comprendre les choses, ou transmettre sa connaissance à autrui. »

Youri Lotman initiera l'Europe de l'Est à la sémiotique et adoptera la terminologie de Locke (Σημειωτική) comme nom pour sous-titrer sa fondation à l'Université de Tartu en Estonie en 1964 de la première revue de sémiotique, Sign Systems Studies.

### Ferdinand de Saussure
Ferdinand de Saussure a fondé une branche importante de la sémiotique, la sémiologie, notamment utile dans les sciences sociales :

« On peut donc concevoir une science qui étudie la vie des signes au sein de la vie sociale ; elle formerait une partie de la psychologie sociale, et par conséquent de la psychologie générale ; nous la nommerons sémiologie (du grec sēmeîon, signe). Elle nous apprendrait en quoi consistent les signes, quelles lois les régissent. Puisqu'elle n'existe pas encore, on ne peut dire ce qu'elle sera ; mais elle a droit à l'existence, sa place est déterminée d'avance. La linguistique n'est qu'une partie de cette science générale, les lois que découvrira la sémiologie seront applicables à la linguistique, et celle-ci se trouvera ainsi rattachée à un domaine bien défini dans l'ensemble des faits humains. »

Thomas Sebeok assimilera la « sémiologie » à la « sémiotique » comme une partie d'un tout, et participera au choix du nom de Semiotica pour la première revue internationale consacrée à l'étude des signes. La sémiologie saussurienne a exercé une grande influence sur les écoles structuraliste et post-structuraliste. Jacques Derrida, par exemple, s'intéresse au rapport saussurien du signifiant au signifié, montrant que ces deux éléments ne sont pas fixes.

### Charles Sanders Peirce
Au XIXe siècle, Charles Sanders Peirce définissait ce qu'il appelait « sémiotique » comme la « doctrine quasi-nécessaire ou formelle des signes », qui abstrait « ce que doivent être les caractères de tout signes utilisés par […] une intelligence capable d'apprendre par l'expérience » et qui est une logique philosophique étudiée en termes de signes et de processus de signes,.
La perspective de Peirce est considérée comme une logique philosophique étudiée en termes de signes et de processus de signes, de modes d'inférence et de processus d'enquête en général. La sémiotique peircienne aborde non seulement, comme Saussure, le mécanisme de communication externe, mais le phénomène de représentation interne, en étudiant les processus de signe et les modes d'inférence, ainsi que l'ensemble du processus d'enquête en général.
La sémiotique peircienne est triadique, structurée autour des notions de signe, objet et interprétant, par opposition à la tradition saussurienne, dyadique (signifiant, signifié). La connexion entre signe et objet détermine chez Peirce trois types de signes, les symboles liés à l'objet par une loi, les icônes ressemblant à l'objet et les indices manifestations directes de l'objet, tel qu'une trace de pas.
L'érudit et éditeur de Peirce Max H. Fisch (1978) affirme que « séméiotique » était la traduction préférée de Peirce du σημιωτική / sêmeiôtikḗ de Locke. Charles W. Morris a suivi Peirce en utilisant le terme « sémiotique » et en étendant la discipline au-delà de la communication humaine à l'apprentissage animal et à l'utilisation des signaux.

#### La liste des catégories de Peirce
Peirce présente dans sa jeunesse la volonté de fonder sa nouvelle liste de catégories directement sur l'expérience, qu'il considérait comme entièrement constituée par l'action des signes. Il s'opposait ainsi aux catégories d'Aristote, qui visait à articuler dans l'expérience la dimension de l'être indépendante de l'expérience et connaissable en tant que telle, par l'entendement humain.
Les pouvoirs estimatifs des animaux interprètent l'environnement tel qu'il est ressenti pour former un "monde significatif" d'objets, mais les objets de ce monde (ou Umwelt, selon le terme de Jakob von Uexküll ) consistent exclusivement en des objets liés à l'animal comme souhaitables (+), indésirables (–) ou "sûrs à ignorer" (0).
À l'opposé, l'entendement humain ajoute à l’Umwelt animal une relation d'identité à soi au sein des objets qui transforme les objets vécus en choses aussi bien qu'en objets "+, –, 0",. Ainsi, le monde objectif génériquement animal comme Umwelt, devient un monde objectif humain spécifique à l'espèce ou Lebenswelt (monde de la vie), dans lequel la communication linguistique, enracinée dans l’Innenwelt (monde intérieur) biologiquement sous-déterminé des humains, rend possible la dimension supplémentaire de l'organisation culturelle au sein de l'organisation autrement simplement sociale d'animaux non humains dont les pouvoirs d'observation ne peuvent traiter que des instances d'objectivité directement sensibles.
Cet autre point, à savoir que la culture humaine dépend du langage compris d'abord non comme communication, mais comme l'aspect ou la caractéristique biologiquement sous-déterminé de l'Innenwelt de l'animal humain, a été clairement identifié à l'origine par Thomas A. Sebeok,,.Sebeok a également joué un rôle central en amenant le travail de Peirce au centre de la scène sémiotique au XXe siècle, d'abord avec son expansion de l'utilisation humaine des signes (anthroposémiose) pour inclure également l'usage génériquement animal des signes (zoösemiosis), puis avec son expansion supplémentaire de la sémiosis pour inclure le monde végétal (phytosemiosis). Il fut initialement fondé sur le travail de Martin Krampen, mais fait usage de la remarque de Peirce selon laquelle un interprétant, en tant que troisième élément dans une relation de signe, « n'a pas besoin d'être mental »,,.
Peirce fait la distinction entre l'interprétant et l'interprète. L'interprétant est la représentation mentale interne qui sert d'intermédiaire entre l'objet et son signe. L'interprète est l'humain qui crée l'interprétant. La notion d'interprétant de Peirce a ouvert la voie à la compréhension des phénomènes de signes au-delà du domaine de la vie animale (étude de la phytosémiose + zoösémiose + anthroposémiose = biosémiotique), qui était sa première avancée au-delà de la sémiotique de l'âge latin.

### Autres auteurs
D'autres théoriciens pionniers dans le domaine de la sémiotique incluent Charles W. Morris. En 1951, Jozef Maria Bochenski fait le point sur le sujet de la manière suivante : 

« La logique mathématique est étroitement liée à la sémiotique (Charles Morris), qui est aujourd'hui couramment utilisée par les logiciens mathématiques. La sémiotique est la théorie des symboles et se divise en trois parties : (1) la syntaxe logique, la théorie des relations mutuelles entre les symboles, (2) la sémantique logique, la théorie des relations entre le symbole et ce qu'il représente, et (3) la pragmatique logique, les relations entre les symboles, leurs significations et les utilisateurs des symboles. »

 Max Black a fait valoir que le travail de Bertrand Russell était précurseur dans le domaine.

## Formulations et sous-domaines

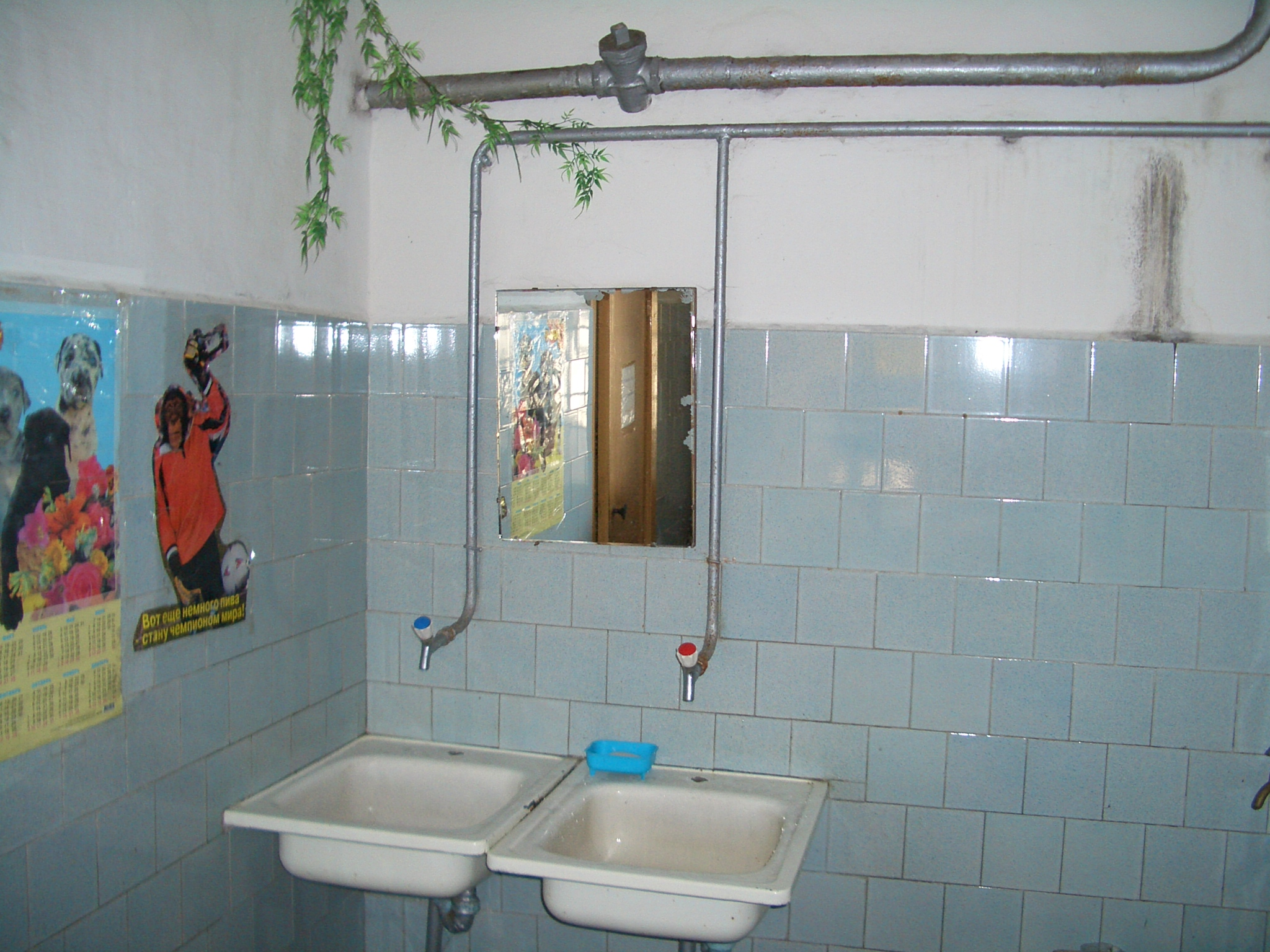
Le code couleur des robinets d'eau chaude et d'eau froide est courant dans de nombreuses cultures mais, comme le montre cet exemple, le codage peut être dénué de sens en raison du contexte. Les deux robinets ont probablement été vendus comme un ensemble codé, mais le code est inutilisable (et ignoré), car il n'y a qu'un seul approvisionnement en eau.

Les sémioticiens classent les signes ou les systèmes de signes en fonction de leur mode de transmission (voir modalité). Ce processus de transmission du sens dépend de l'utilisation de codes qui peuvent être les sons individuels ou les lettres que les humains utilisent pour former des mots, les mouvements corporels qu'ils font pour montrer une attitude ou une émotion, ou même quelque chose d'aussi général que les vêtements qu'ils portent. Pour inventer un mot pour désigner une chose (voir mots lexicaux ), la communauté doit s'entendre sur un sens simple (un sens dénotatif ) dans sa langue, mais ce mot ne peut transmettre ce sens que dans les structures et codes grammaticaux de la langue (voir syntaxe et sémantique ). Les codes représentent également les valeurs de la culture et sont capables d'ajouter de nouvelles nuances de connotation à chaque aspect de la vie.
Pour expliquer la relation entre la sémiotique et les études de communication, la communication est définie comme le processus de transfert de données et/ou de sens d'une source à un récepteur. Par conséquent, les théoriciens de la communication construisent des modèles fondés sur des codes, des médias et des contextes pour expliquer la biologie, la psychologie et les mécanismes impliqués. Les deux disciplines reconnaissent que le processus technique ne peut être séparé du fait que le récepteur doit décoder les données, c'est-à-dire être capable de distinguer les données comme saillantes et d'en tirer un sens. Cela implique qu'il y a un chevauchement nécessaire entre la sémiotique et la communication. En effet, de nombreux concepts sont communs aux deux disciplines, même si dans chaque domaine l'accent est différent. Dans Messages et significations : une introduction à la sémiotique, Marcel Danesi (1994) a suggéré que la priorité des sémioticiens était d'étudier d'abord la signification, et la communication ensuite. Une vision plus extrême est proposée par Jean-Jacques Nattiez qui, en tant que musicologue, considérait l'étude théorique de la communication comme sans rapport avec son application de la sémiotique:16. 

### Syntactique
La sémiotique diffère de la linguistique en ce qu'elle généralise la définition d'un signe pour englober les signes dans n'importe quel support ou modalité sensorielle. Ainsi, elle élargit la gamme des systèmes de signes et des relations de signes, et étend la définition du langage dans ce qui revient à son sens analogique ou métaphorique le plus large. La branche de la sémiotique qui traite de telles relations formelles entre signes ou expressions abstraction faite de leur signification et de leurs interprètes  ou, plus généralement, des propriétés formelles des systèmes symboliques  (en particulier, en référence aux signes linguistiques, à la syntaxe ) est appelé syntactique.
La définition de Peirce du terme « sémiotique » comme l'étude des caractéristiques nécessaires des signes a également pour effet de distinguer la discipline de la linguistique, étude des caractéristiques contingentes que les langues du monde ont acquises au cours de leurs évolutions. D'un point de vue subjectif, peut-être plus difficile est la distinction entre la sémiotique et la philosophie du langage. En un sens, la différence réside entre des traditions distinctes plutôt qu'entre des sujets. Différents auteurs se sont appelés « philosophe du langage » ou « sémioticien ». Cette différence ne correspond pas à la séparation entre philosophie analytique et philosophie continentale. A y regarder de plus près, on peut trouver quelques différences concernant les sujets. La philosophie du langage accorde plus d'attention aux langues naturelles ou aux langues en général, tandis que la sémiotique est profondément concernée par la signification non linguistique. La philosophie du langage a également des liens avec la linguistique, tandis que la sémiotique pourrait sembler plus proche de certaines sciences humaines (y compris la théorie littéraire ) et de l'anthropologie culturelle.

### Sémiotique cognitive
La sémiose ou séméiose est le processus qui forme le sens à partir de l'appréhension du monde par tout organisme à travers des signes. Les chercheurs qui ont parlé de la sémiose dans leurs sous-théories de la sémiotique incluent C. S. Peirce, John Deely et Umberto Eco. La sémiotique cognitive combine des méthodes et des théories développées dans les disciplines de la sémiotique et des sciences humaines, produisant de nouvelles informations sur la signification humaine et sa manifestation dans les pratiques culturelles. La recherche sur la sémiotique cognitive rassemble la sémiotique de la linguistique, des sciences cognitives et des disciplines connexes sur une plateforme méta-théorique commune de concepts, de méthodes et de données partagées.
La sémiotique cognitive peut également être considérée comme l'étude de la création de sens en employant et en intégrant des méthodes et des théories développées dans les sciences cognitives. Cela implique une analyse conceptuelle et textuelle ainsi que des investigations expérimentales. La sémiotique cognitive a initialement été développée au Centre de sémiotique de l'Université d'Aarhus (Danemark), avec un lien important avec le Centre de neurosciences fonctionnellement intégrées (CFIN) de l'hôpital d'Aarhus. Parmi les éminents sémioticiens cognitifs figurent Per Aage Brandt, Svend Østergaard, Peer Bundgård, Frederik Stjernfelt, Mikkel Wallentin, Kristian Tylén, Riccardo Fusaroli et Jordan Zlatev. Plus tard, Zlatev, en coopération avec Göran Sonesson, a créé le CCS (Centre de sémiotique cognitive) à l'Université de Lund, en Suède.

### Sémiotique finie
La sémiotique finie, développée par Cameron Shackell (2018, 2019),,,, vise à unifier les théories existantes de la sémiotique pour les appliquer au monde post-baudrillardien de la technologie ubiquitaire. Son but central est de placer la finitude de la pensée à la racine de la sémiotique et le signe comme une construction analytique secondaire mais fondamentale. La théorie soutient que les niveaux de reproduction que la technologie apporte aux environnements humains exigent cette nouvelle priorisation si la sémiotique doit rester pertinente face à des signes effectivement infinis. Le changement d'orientation permet des définitions pratiques de nombreuses constructions de base en sémiotique que Shackell a appliquées à des domaines tels que l'interaction homme-ordinateur, la théorie de la créativité, et une méthode de sémiotique computationnelle pour générer des carrés sémiotiques à partir de textes numériques.

### Sémiotique picturale
La sémiotique picturale  est intimement liée à l'histoire et à la théorie de l'art. Cependant, elle les dépasse fondamentalement toutes deux. Alors que l'histoire de l'art a limité son analyse visuelle à un petit nombre d'images qualifiées d'"œuvres d'art", la sémiotique picturale se concentre sur les propriétés des images au sens général et sur la manière dont les conventions artistiques des images peuvent être interprétées à travers les codes picturaux. Les codes picturaux sont la manière dont les spectateurs des représentations picturales semblent automatiquement déchiffrer les conventions artistiques des images en étant inconsciemment familiers avec elles.
Selon Göran Sonesson, sémioticien suédois, les images peuvent être analysées selon trois modèles : (a) le modèle narratif, qui se concentre sur la relation entre les images et le temps de manière chronologique comme dans une bande dessinée ; (b) le modèle rhétorique, qui compare des images avec différents dispositifs comme dans une métaphore ; et (c) le modèle Laokoon, qui considère les limites et les contraintes des expressions picturales en comparant les médiums textuels qui utilisent le temps avec les médiums visuels qui utilisent l'espace.
La rupture avec l'histoire et la théorie de l'art traditionnelles - ainsi qu'avec d'autres grands courants d'analyse sémiotique - laisse ouvertes une grande variété de possibilités pour la sémiotique picturale. Certaines influences ont été tirées de l'analyse phénoménologique, de la psychologie cognitive, de la linguistique structuraliste et cognitiviste, de l'anthropologie et de la sociologie visuelles.

### Mondialisation
Des études ont montré que la sémiotique peut être utilisée pour faire ou défaire une marque. Les codes culturels influencent fortement le fait qu'une population aime ou n'aime pas le marketing d'une marque, en particulier à l'international. Si l'entreprise ignore les codes d'une culture, elle court le risque d'échouer dans son marketing. La mondialisation a provoqué le développement d'une culture de consommation mondiale où les produits ont des associations similaires, positives ou négatives, sur de nombreux marchés.
Les erreurs de traduction peuvent conduire à des exemples de "Engrish" ou "Chinglish", termes désignant des slogans interculturels involontairement humoristiques destinés à être compris en anglais. Cela peut être causé par un signe qui, selon les termes de Peirce, indexe ou symbolise par erreur quelque chose dans une culture, ce qui n'est pas le cas dans une autre. En d'autres termes, cela crée une connotation liée à la culture et qui viole certains codes culturels. Les théoriciens qui ont étudié l'humour (comme Schopenhauer) suggèrent que la contradiction ou l'incongruité crée l'absurdité et donc l'humour. Violer un code culturel crée cette construction de ridicule pour la culture qui possède le code. L'humour intentionnel peut également échouer d'une culture à l'autre parce que les blagues ne sont pas codées pour la culture d'accueil.
Un bon exemple d'image de marque adaptée à un code culturel est l'économie internationale des parcs à thème de Disney. Disney correspond bien au code culturel du Japon parce que les Japonais valorisent la « gentillesse », la politesse et les cadeaux dans le cadre de leur code culturel ; Tokyo Disneyland vend le plus de souvenirs de tous les parcs à thème Disney. En revanche, Disneyland Paris a échoué lors de son lancement sous le nom d'Euro Disney car l'entreprise n'a pas recherché les codes sous-jacents à la culture européenne. Son récit de contes populaires européens a été considéré comme élitiste et insultant, et les normes d'apparence strictes qu'il avait pour les employés ont entraîné des poursuites pour discrimination en France. Les souvenirs Disney étaient perçus comme des bibelots bon marché. Le parc a été un échec financier parce que son code a violé les attentes de la culture européenne de manière offensante.
D'autre part, certains chercheurs ont suggéré qu'il est possible de réussir à faire passer un signe perçu comme une icône culturelle, comme les logos Coca-Cola ou McDonald's, d'une culture à une autre. Cela peut être accompli si le signe est migré d'une culture plus développée économiquement vers une culture moins développée. L'association intentionnelle d'un produit avec une autre culture a été appelée Positionnement en Culture de Consommation Etrangère (FCCP). Les produits peuvent également être commercialisés en utilisant les tendances mondiales ou les codes culturels, par exemple, gagner du temps dans un monde occupé ; mais même ceux-ci peuvent être affinés pour des cultures spécifiques.
La recherche a également révélé que, à mesure que les marques de l'industrie du transport aérien se développent et deviennent plus internationales, leurs logos deviennent plus symboliques et moins emblématiques. L'iconicité et la symbolique d'un signe dépendent de la convention culturelle et, de ce fait, sont en relation l'une avec l'autre. Si la convention culturelle a une plus grande influence sur le signe, les signes acquièrent plus de valeur symbolique.

### Liste des sous-champs
Les sous-domaines issus de la sémiotique comprennent, mais sans s'y limiter, les suivants :
- biosémiotique : l'étude des processus sémiotiques à tous les niveaux de la biologie, ou une étude sémiotique des systèmes vivants (par exemple, l'école de Copenhague-Tartu ). Des rencontres annuelles (« Gatherings in Biosemiotics ») se tiennent depuis 2001 ;
- anthropologie sémiotique et sémantique anthropologique ;
- sémiotique cognitive : l'étude de la construction du sens en employant et en intégrant des méthodes et des théories développées dans les sciences cognitives. Cela implique une analyse conceptuelle et textuelle ainsi que des investigations expérimentales. La sémiotique cognitive a initialement été développée au Centre de sémiotique de l'Université d'Aarhus (Danemark) ;
- sémiotique de la bande dessinée : étude des différents codes et signes de la bande dessinée et de leur appréhension ;
- sémiotique computationnelle : tentatives d'ingénierie du processus de sémiose, dans l'étude et la conception de l'interaction homme-ordinateur ou pour imiter des aspects de la cognition humaine grâce à l'intelligence artificielle et à la représentation des connaissances . Voir aussi cybercognition ;
- sémiotique culturelle et littéraire : examine le monde littéraire, les médias visuels, les médias de masse et la publicité dans le travail d'écrivains tels que Roland Barthes, Marcel Danesi et Youri Lotman (par exemple, Tartu–Moscou Semiotic School) ;
- cybersémiotique : construite sur deux approches interdisciplinaires : la cybernétique et la théorie des systèmes, notamment la théorie et la science de l'information ; et la sémiotique peircienne, comprenant la phénoménologie et les aspects pragmatiques de la linguistique, tente de faire en sorte que les deux paradigmes interdisciplinaires – tous deux dépassant les idées mécanistes et purement constructivistes – se complètent dans un cadre commun[50] ;
- sémiotique du design ou sémiotique du produit : l'étude de l'utilisation des signes dans la conception de produits physiques ; introduit par Martin Krampen et dans une version orientée vers le praticien par Rune Monö ;
- ethno-sémiotique : une perspective disciplinaire qui relie les concepts sémiotiques aux méthodes ethnographiques ;
- sémiotique cinématographique : l'étude des différents codes et signes du cinéma et de leur appréhension. Parmi les personnalités clés figurent Christian Metz ;
- sémiotique finie : une approche de la sémiotique de la technologie développée par Cameron Shackell. Il est utilisé à la fois pour tracer les effets de la technologie sur la pensée humaine et pour développer des méthodes informatiques pour effectuer une analyse sémiotique ;
- sémiologie du chant grégorien : une voie actuelle de recherche paléographique en chant grégorien qui revoit l'école d'interprétation de Solesmes ;
- droit et sémiotique : l'une des publications les plus abouties dans ce domaine est la Revue internationale de sémiotique du droit, publiée par l'Association internationale de sémiotique du droit ;
- sémiotique du marketing (ou sémiotique commerciale) : une application des méthodes sémiotiques et de la pensée sémiotique à l'analyse et au développement de la communication publicitaire et de marque en contexte culturel. Les personnages clés incluent Virginia Valentine, Malcolm Evans, Greg Rowland, Georgios Rossolatos. Des conférences annuelles internationales (Semiofest) ont lieu depuis 2012 ;
- sémiologie musicale : étude des signes en rapport avec la musique à différents niveaux ;
- sémiotique organisationnelle : l'étude des processus sémiotiques dans les organisations (avec des liens forts avec la sémiotique computationnelle et l'interaction homme-ordinateur) ;
- sémiotique picturale : une application des méthodes sémiotiques et de la pensée sémiotique à l'histoire de l'art ;
- sémiotique des vidéoclips : sémiotique des musiques populaires ;
- sémiotique sociale : élargit le paysage sémiotique interprétable pour inclure tous les codes culturels, tels que l'argot, la mode, les tatouages et la publicité. Les personnalités clés incluent Roland Barthes, Michael Halliday, Bob Hodge, Chris William Martin et Christian Metz ;
- structuralisme et post-structuralisme chez Jacques Derrida, Michel Foucault, Louis Hjelmslev, Roman Jakobson, Jacques Lacan, Claude Lévi-Strauss, Roland Barthes, etc. ;
- sémiotique du théâtre : une application des méthodes sémiotiques et de la pensée sémiotique aux études théâtrales. Les figures clés incluent Keir Elam[51] ;
- sémiotique urbaine : l'étude du sens dans la forme urbaine telle qu'elle est générée par les signes, les symboles et leurs connotations sociales ;
- sémiotique visuelle : analyse des signes visuels ; les principaux fondateurs modernes de cette branche sont le Groupe µ et Göran Sonesson (voir aussi la rhétorique visuelle)[52] ;
- sémiotique de la photographie : observation du symbolisme utilisé au sein de la photographie ;
- intelligence artificielle sémiotique : observation de symboles visuels et la reconnaissance de tels symboles par des systèmes d'apprentissage automatique. L'expression a été inventée par Daniel Hoeg dans le processus de conception de Semiotics Mobility pour la reconnaissance et la perception autonomes. L'expression fait également référence à l'apprentissage automatique et à l'application de réseaux neuronaux de méthodes sémiotiques et d'apprentissage automatique sémiotique à l'analyse et au développement de commandes et d'instructions robotiques avec des communications de sous-systèmes dans le contexte de systèmes autonomes ;
- sémiotique des mathématiques : l'étude des signes, des symboles, des systèmes de signes et de leur structure, signification et utilisation dans les mathématiques et l'enseignement des mathématiques ;
- sémiotique situationnelle : l'étude des signes et des symboles dans le contexte de situations spécifiques. Elle examine comment le sens est produit et interprété en fonction du contexte et des circonstances dans lesquelles les signes sont utilisés. Cela inclut l'analyse des interactions entre les signes, les participants, et l'environnement.

## Sémioticiens notables

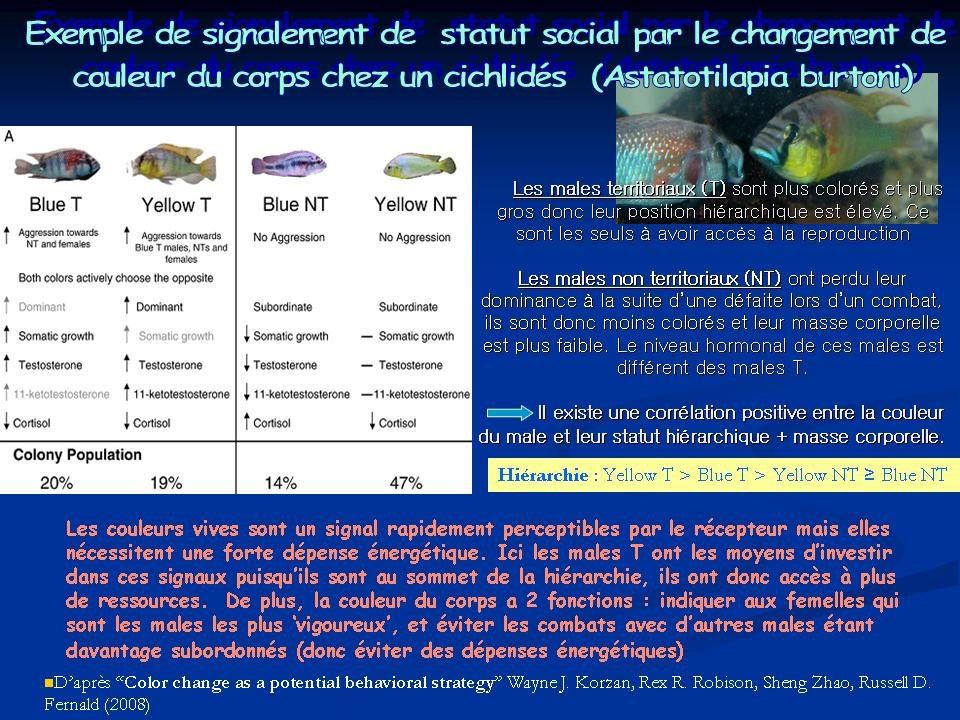
Signalisation et communication entre les Astatotilapia burtoni

Charles Sanders Peirce (1839-1914), un logicien renommé qui a fondé le pragmatisme philosophique, a défini la sémiose (ou sémiosis) comme un processus irréductiblement triadique dans lequel quelque chose, en tant qu'objet, détermine ou influence logiquement quelque chose en tant que signe pour déterminer ou influencer quelque chose en tant qu'interprétation ou interprétant, lui-même un signe, conduisant ainsi à d'autres interprétants. La sémiosis est logiquement structurée pour se perpétuer. L'objet peut être qualité, fait, règle, voire fiction (Hamlet), et peut être "immédiat" au signe, l'objet tel que représenté dans le signe, ou "dynamique", l'objet tel qu'il est réellement, sur lequel le l'objet immédiat est fondé. L'interprétant peut être « immédiat » au signe, tout ce que le signe exprime immédiatement, comme le sens usuel d'un mot ; ou "dynamique", tel qu'un état d'agitation ; ou « final » ou « normal », les ultimes ramifications du signe sur son objet, auxquelles serait destinée l'enquête poussée assez loin et avec laquelle tout interprétant, tout au plus, peut coïncider. Sa sémiotique  couvrait non seulement les signes artificiels, linguistiques et symboliques, mais aussi les semblants comme les qualités sensibles apparentées, et les indices comme les réactions. Il en est venu c. 1903  à classer tout signe par trois trichotomies interdépendantes, se croisant pour former dix (plutôt que 27) classes de signe. Les signes entrent également dans divers types de combinaisons significatives; Peirce a couvert à la fois les problèmes sémantiques et syntaxiques dans sa grammaire spéculative. Il considérait la sémiotique formelle comme la logique en soi et faisant partie de la philosophie ; comme englobant également l'étude des arguments (hypothétiques, déductifs et inductifs) et les méthodes d'enquête, y compris le pragmatisme ; et comme allié, mais distinct des mathématiques pures de la logique. En plus du pragmatisme, Peirce a donné une définition du « signe » comme representamen, afin de faire ressortir le fait qu'un signe est quelque chose qui « représente » quelque chose d'autre pour le suggérer (c'est-à-dire le « re-présenter ») d'une certaine manière : [H]

« Un signe, ou representamen, est quelque chose qui représente pour quelqu'un quelque chose à un certain égard ou à un certain titre. Il s'adresse à quelqu'un, c'est-à-dire qu'il crée dans l'esprit de cette personne un signe équivalent. Ce signe qu'il crée, je l'appelle l'interprétant du premier signe. Le signe représente quelque chose, son objet, non pas à tous égards, mais en référence à une sorte d'idée. »

Ferdinand de Saussure (1857-1913), le "père" de la linguistique moderne, a proposé une notion dualiste des signes, reliant le signifiant comme forme du mot ou de la phrase prononcée, au signifié comme concept mental. Selon Saussure, le signe est complètement arbitraire, c'est-à-dire qu'il n'y a pas de lien nécessaire entre le signe et sa signification. Cela le distingue de philosophes précédents comme Platon ou les scolastiques, qui pensaient qu'il devait y avoir un lien entre un signifiant et l'objet qu'il signifie. Dans son Cours de linguistique générale, Saussure attribue au linguiste américain William Dwight Whitney (1827-1894) le mérite d'avoir insisté sur le caractère arbitraire du signe. L'insistance de Saussure sur l'arbitraire du signe a également influencé des philosophes et des théoriciens ultérieurs tels que Jacques Derrida, Roland Barthes et Jean Baudrillard. Ferdinand de Saussure a inventé le terme sémiologie en enseignant son "Cours de linguistique générale" à l'Université de Genève de 1906 à 1911. Saussure a postulé qu'aucun mot n'est intrinsèquement significatif. Au contraire, un mot n'est qu'un « signifiant », c'est-à-dire la représentation de quelque chose, et elle doit être combinée dans le cerveau avec le « signifié », ou la chose elle-même, afin de former un « signe » chargé de sens. Saussure croyait que le démantèlement des signes était une véritable science, car ce faisant, nous arrivons à une compréhension empirique de la façon dont les humains synthétisent les stimuli physiques en mots et autres concepts abstraits.
Jakob von Uexküll (1864–1944) a étudié les processus de signes chez les animaux. Il a utilisé le mot allemand umwelt, "environnement", pour décrire le monde subjectif de l'individu, et il a inventé le concept de cercle fonctionnel (funktionskreis) comme modèle général des processus de signe. Dans sa Théorie du sens ( Bedeutungslehre, 1940), il a décrit l'approche sémiotique de la biologie, établissant ainsi le domaine que l'on appelle maintenant la biosémiotique.
Valentin Voloshinov (1895-1936) était un linguiste soviéto-russe, dont le travail a été influent dans le domaine de la théorie littéraire et de la théorie marxiste de l'idéologie. Écrit à la fin des années 1920 en URSS, Le marxisme et la philosophie du langage de Voloshinov (russe : Marksizm i Filosofiya Yazyka ) ont développé une linguistique contre-saussurienne, qui situait l'usage de la langue dans le processus social plutôt que dans une langue saussurienne entièrement décontextualisée.
Louis Hjelmslev (1899-1965) a développé une approche formaliste des théories structuralistes de Saussure. Son œuvre la plus connue est Prolégomènes à une théorie du langage, qui a été développée dans Résumé de la théorie du langage, un développement formel de la glossematique, son calcul scientifique du langage.
Charles W. Morris (1901–1979) : Contrairement à son mentor George Herbert Mead, Morris était un comportementaliste et sympathisant avec le positivisme du Cercle de Vienne de son collègue Rudolf Carnap. Morris a été accusé par John Dewey d'avoir mal interprété Peirce.
Dans ses Fondements de la théorie des signes de 1938, il définit la sémiotique comme regroupée en trois branches :
1. Syntactique / syntaxe : traite des propriétés formelles et de l'interrelation des signes et des symboles, sans égard au sens.
2. Sémantique : traite des structures formelles des signes, en particulier de la relation entre les signes et les objets auxquels ils s'appliquent (c'est-à-dire les signes à leurs designata, et les objets qu'ils peuvent dénoter ou dénotent effectivement).
3. Pragmatique : traite des aspects biotiques de la sémiose, y compris tous les phénomènes psychologiques, biologiques et sociologiques qui interviennent dans le fonctionnement des signes. La pragmatique s'intéresse à la relation entre le système de signes et les agents ou interprètes utilisateurs de signes (c'est-à-dire les utilisateurs humains ou animaux).

Thure von Uexküll (1908–2004), le "père" de la médecine psychosomatique moderne, a développé une méthode de diagnostic basée sur des analyses sémiotiques et biosémiotiques.
Roland Barthes (1915-1980) est un théoricien de la littérature et sémioticien. Il critiquait souvent des éléments de la culture pour exposer comment la société bourgeoise les utilisait pour imposer ses valeurs aux autres. Par exemple, la représentation de la consommation de vin dans la société française comme une habitude robuste et saine serait une perception idéale bourgeoise contredite par certaines réalités (à savoir que le vin peut être malsain et enivrant). Il a trouvé la sémiotique utile pour mener ces critiques. Barthes a expliqué que ces mythes culturels bourgeois étaient des signes ou des connotations de second ordre. L'image d'une bouteille pleine et sombre est un signe, un signifiant relatif à un signifié : une boisson alcoolisée fermentée, le vin. Cependant, les bourgeois prennent ce signifié et y mettent leur propre emphase, faisant du « vin » un nouveau signifiant, cette fois en rapport avec un nouveau signifié : l'idée de vin sain, corsé, relaxant. Les motivations pour de telles manipulations varient d'un désir de vendre des produits à un simple désir de maintenir le statu quo.
Algirdas Julien Greimas (1917–1992) a développé une version structurale de la sémiotique nommée «sémiotique générative», essayant de déplacer l'attention de la discipline des signes vers les systèmes de signification. Ses théories développent les idées de Saussure, Hjelmslev, Claude Lévi-Strauss et Maurice Merleau-Ponty.
Thomas A. Sebeok (1920–2001), élève de Charles W. Morris, était un sémioticien américain prolifique et polyvalent. Bien qu'il ait insisté sur le fait que les animaux ne sont pas capables de langage, il a élargi le champ de la sémiotique pour inclure les systèmes de signalement et de communication non humains, soulevant ainsi certaines des questions abordées par la philosophie de l'esprit et créant le terme zoosémiotique. Sebeok a insisté sur le fait que toute communication était rendue possible par la relation entre un organisme et l'environnement dans lequel il vit. Il a également posé l'équation entre la sémiosis (l'activité d'interprétation des signes) et la vie - une vision que l'école biosémiotique de Copenhague-Tartu a encore développée.
Youri Lotman (1922–1993) était le membre fondateur de l'école sémiotique de Tartu (ou Tartu-Moscou). Il a développé une approche sémiotique de l'étude de la culture - la sémiotique de la culture - et a établi un modèle de communication pour l'étude de la sémiotique du texte. Il a également introduit le concept de sémiosphère. Parmi ses collègues moscovites figuraient Vladimir Toporov, Vyacheslav Ivanov et Boris Uspensky.
Christian Metz (1931–1993) a été le pionnier de l'application de la sémiotique saussurienne à la théorie du cinéma, en appliquant l'analyse syntagmatique aux scènes de films et en ancrant la sémiotique cinématographique dans un contexte plus large.
Eliseo Verón (1935–2014) a développé sa « théorie du discours social » inspirée de la conception peircienne de la sémiose.
Le Groupe µ (fondé en 1967) a développé une version structurale de la rhétorique, et la sémiotique visuelle.
Umberto Eco (1932-2016) est un romancier, sémioticien et universitaire italien. Il a sensibilisé un public plus large à la sémiotique par diverses publications, notamment A Theory of Semiotics et son roman, The Name of the Rose, qui comprend (après son intrigue) des opérations sémiotiques appliquées. Ses contributions les plus importantes dans le domaine portent sur l'interprétation, l'encyclopédie et le lecteur modèle. Il a également critiqué dans plusieurs ouvrages (Une théorie de la sémiotique, La struttura assente, Le signe, La production de signes) l'« iconisme » ou « signes iconiques » (extrait de la relation triadique la plus célèbre de Peirce, fondée sur des indices, des icônes et des symboles), auquel il propose quatre modes de production de signes : la reconnaissance, l'ostension, la réplique et l'invention.
Julia Kristeva (née en 1941), élève de Lucien Goldmann et de Roland Barthes, sémioticienne franco-bulgare, critique littéraire, psychanalyste, féministe et romancière. Elle utilise des concepts psychanalytiques ainsi que la sémiotique, en distinguant les deux composantes dans la signification, le symbolique et le sémiotique. Kristeva étudie également la représentation des femmes et du corps des femmes dans la culture populaire, comme les films d'horreur et a eu une influence remarquable sur le féminisme et les études littéraires féministes.
Michael Silverstein (1945-2020), théoricien de la sémiotique et de l'anthropologie linguistique. Au cours de sa carrière, il a créé une synthèse originale de recherches sur la sémiotique de la communication, la sociologie de l'interaction, la théorie littéraire formaliste russe, la pragmatique linguistique, la sociolinguistique, la linguistique anthropologique ancienne et la théorie grammaticale structuraliste, ainsi que ses propres contributions théoriques, produisant un compte rendu complet de la sémiotique de la communication humaine et de sa relation à la culture. Ses influences principale sont Charles Sanders Peirce, Ferdinand de Saussure et Roman Jakobson.

## Applications actuelles

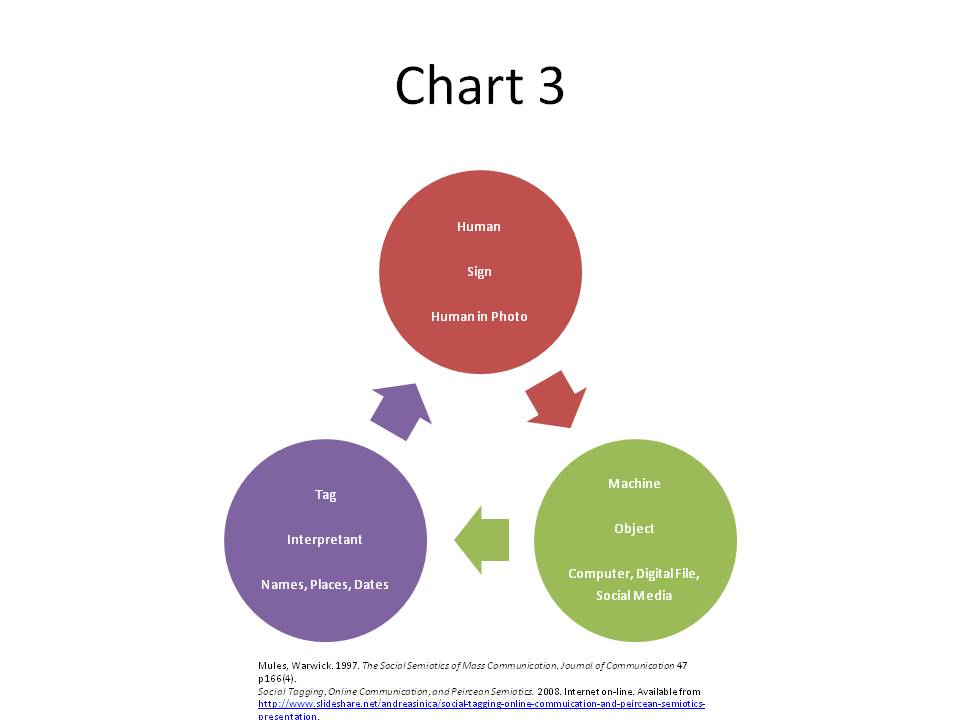
Graphique sémiotique des réseaux sociaux

Les applications de la sémiotique comprennent :
- représentation d'une méthodologie pour l'analyse de "textes" quel que soit le support sur lequel il est présenté. A ces fins, "texte" est tout message conservé sous une forme dont l'existence est indépendante à la fois de l'expéditeur et du destinataire ;
- par des universitaires et des chercheurs professionnels comme méthode pour interpréter les significations derrière les symboles et comment les significations sont créées ;
- amélioration potentielle de la conception ergonomique dans des situations où il est important de s'assurer que les êtres humains peuvent interagir plus efficacement avec leur environnement, que ce soit à grande échelle, comme en architecture, ou à petite échelle, comme la configuration de l'instrumentation à usage humain ;
- marketing : Epure, Eisenstat et Dinu (2014) expriment que « la sémiotique permet de distinguer concrètement la persuasion de la manipulation dans la communication marketing »[60]:592. La sémiotique est utilisée dans le marketing comme moyen de persuasion pour inciter les acheteurs à changer leurs attitudes et leurs comportements sur le marché. Epure, Eisenstat et Dinu (2014), en s'appuyant sur les travaux de Roland Barthes, présentent deux manières d'utiliser la sémiotique en marketing : Surface : les signes sont utilisés pour créer la personnalité du produit, la créativité joue son rôle premier au ce niveau ; Sous- jacent : le sens caché du texte, des images, des sons, etc.[60] La sémiotique peut également être utilisée pour analyser l'efficacité et le sens de la publicité. Cian (2020)[61], par exemple, a analysé une publicité imprimée spécifique de deux points de vue sémiotiques différents. Il applique les instruments interprétatifs fournis par l'école de pensée de Barthes (centrée sur la description de signes explicites pris isolément). Il a ensuite analysé la même publicité en utilisant la sémiotique structurale de Greimas (où un signe n'a de sens que lorsqu'il est interprété comme faisant partie d'un système).

Dans certains pays, le rôle de la sémiotique se limite à la critique littéraire et à l'appréciation des médias audio et visuels. Cette focalisation étroite peut inhiber une étude plus générale des forces sociales et politiques qui façonnent la manière dont les différents médias sont utilisés et leur statut dynamique au sein de la culture moderne. Les questions de déterminisme technologique dans le choix des médias et la conception des stratégies de communication prennent une importance nouvelle à l'ère des médias de masse.

### Principales institutions
Une organisation mondiale de sémioticiens, l'Association internationale d'études sémiotiques, et sa revue Semiotica, ont été créées en 1969. Les plus grands centres de recherche ainsi que le programme d'enseignement comprennent les départements de sémiotique de l'Université de Tartu, de l'Université de Limoges, de l'Université d'Aarhus et de l'Université de Bologne.

### Publications
La publication des recherches se fait à la fois dans des revues spécialisées telles que Sign Systems Studies, créée par Youri Lotman et publiée par Tartu University Press ; Semiotica, fondée par Thomas A. Sebeok et publiée par Mouton de Gruyter ; Zeitschrift für Semiotik ; Journal Européen de Sémiotique ; Versus (fondé et dirigé par Umberto Eco) ; Le Journal américain de sémiotique ; Actes sémiotiques, revue de l'Université de Limoges ; Cygne noir, revue en ligne de l'Université du Québec à Montréal ; et comme articles acceptés dans des périodiques d'autres disciplines, en particulier des revues orientées vers la philosophie et la critique culturelle.
La grande série de livres Sémiotiques Semiotics, Communication, Cognition, publiée par De Gruyter Mouton (éditeurs de la série Paul Cobley et Kalevi Kull ) remplace les anciennes "Approaches to Semiotics" (plus de 120 volumes) et "Approaches to Applied Semiotics" (éditeur de la série Thomas A. Sebeok ). Depuis 1980, la Semiotic Society of America produit une série de conférences annuelles : Semiotics: The Proceedings of the Semiotic Society of America.